# Óblast de Perm
El óblast de Perm fue un sujeto federal de Rusia hasta el 1 de diciembre de 2005 cuando se fusionó con Permiakia para formar el krai de Perm.
Fue fundado en 1938. Abarcaba una superficie de 106.600 km², la población ascendía a 2,82 millones (censo del 2003). El centro administrativo del óblast fue la ciudad de Perm.
- Datos: Q846866
- Multimedia: Perm Oblast / Q846866